# Kabinet-Brundtland II
Het kabinet–Brundtland II was de regering van het Koninkrijk Noorwegen van 9 mei 1986 tot 16 oktober 1989. Het kabinet werd gevormd door de politieke partij Arbeiderpartiet (Ap) na het aftreden van het vorige kabinet waarna partijleider en oud-premier Gro Harlem Brundtland van de Arbeiderpartiet werd benoemd voor een tweede termijn als premier.

## Kabinet–Brundtland II (1986–1989)
| Ambtsbekleder                     | Ambtsbekleder         | Ambtsbekleder                    | Functie                                   | Ambtstermijn     | Ambtstermijn     | Partij     |
| --------------------------------- | --------------------- | -------------------------------- | ----------------------------------------- | ---------------- | ---------------- | ---------- |
|                                   | Gro Harlem Brundtland | Gro Harlem Brundtland (1939)     | Premier                                   | 9 mei 1986       | 16 oktober 1989  | Ap         |
|                                   | Knut Frydenlund       | Knut Frydenlund (1927–1987)      | Minister van Buitenlandse Zaken           | 9 mei 1986       | 26 februari 1987 | Ap         |
|                                   |                       |                                  | Minister van Buitenlandse Zaken           | Vacant           |                  |            |
|                                   | Thorvald Stoltenberg  | Thorvald Stoltenberg (1931–2018) | Minister van Buitenlandse Zaken           | 10 maart 1987    | 16 oktober 1989  | Ap         |
|                                   | Gunnar Berge          | Gunnar Berge (1940)              | Minister van Financiën                    | 9 mei 1986       | 16 oktober 1989  | Ap         |
|                                   | Helen Bøsterud        | Helen Bøsterud (1940)            | Minister van Justitie                     | 9 mei 1986       | 16 oktober 1989  | Ap         |
|                                   |                       | Finn Kristensen (1936)           | Minister van Economische Zaken            | 9 mei 1986       | 16 oktober 1989  | Ap         |
|                                   |                       | Kurt Mosbakk (1934)              | Minister van Handel                       | 9 mei 1986       | 14 juni 1988     | Ap         |
|                                   | Jan Balstad           | Jan Balstad (1937)               | Minister van Handel                       | 14 juni 1988     | 16 oktober 1989  | Ap         |
|                                   | Johan Jørgen Holst    | Johan Jørgen Holst (1937–1994)   | Minister van Defensie                     | 9 mei 1986       | 16 oktober 1989  | Ap         |
|                                   | Tove Strand           | Tove Strand (1946)               | Minister van Sociale Zaken                | 9 mei 1986       | 16 oktober 1989  | Ap         |
|                                   |                       | Kirsti Kolle Grøndahl (1943)     | Minister van Onderwijs                    | 9 mei 1986       | 14 juni 1988     | Ap         |
| Minister voor Godsdienst          |                       | Kirsti Kolle Grøndahl (1943)     |                                           | 9 mei 1986       | 14 juni 1988     | Ap         |
|                                   |                       | Mary Synnøve Kvidal (1943)       | Minister van Onderwijs                    | 14 juni 1988     | 16 oktober 1989  | Ap         |
| Minister voor Godsdienst          |                       | Mary Synnøve Kvidal (1943)       |                                           | 14 juni 1988     | 16 oktober 1989  | Ap         |
|                                   |                       | Kjell Borgen (1939–1996)         | Minister van Transport                    | 9 mei 1986       | 14 juni 1988     | Ap         |
|                                   | William Engseth       | William Engseth (1933)           | Minister van Transport                    | 14 juni 1988     | 16 oktober 1989  | Ap         |
|                                   | Leif Haraldseth       | Leif Haraldseth (1929–2019)      | Minister van Regionale Zaken              | 9 mei 1986       | 20 februari 1987 | Ap         |
| Minister voor Arbeid              | Leif Haraldseth       | Leif Haraldseth (1929–2019)      |                                           | 9 mei 1986       | 20 februari 1987 | Ap         |
|                                   | William Engseth       | William Engseth (1933)           | Minister van Regionale Zaken              | 20 februari 1987 | 14 juni 1988     | Ap         |
| Minister voor Arbeid              | William Engseth       | William Engseth (1933)           |                                           | 20 februari 1987 | 14 juni 1988     | Ap         |
|                                   |                       | Kjell Borgen (1939–1996)         | Minister van Regionale Zaken              | 14 juni 1988     | 16 oktober 1989  | Ap         |
| Minister voor Arbeid              |                       | Kjell Borgen (1939–1996)         |                                           | 14 juni 1988     | 16 oktober 1989  | Ap         |
|                                   |                       | Gunhild Elise Øyangen (1947)     | Minister van Landbouw                     | 9 mei 1986       | 16 oktober 1989  | Ap         |
|                                   | Bjarne Mørk Eidem     | Bjarne Mørk Eidem (1936–2020)    | Minister van Visserij                     | 9 mei 1986       | 16 oktober 1989  | Ap         |
| Minister voor Noorse Samenwerking | Bjarne Mørk Eidem     | Bjarne Mørk Eidem (1936–2020)    |                                           | 9 mei 1986       | 16 oktober 1989  | Ap         |
|                                   |                       | Sissel Rønbeck (1950)            | Minister van Milieu en Klimaat            | 9 mei 1986       | 16 oktober 1989  | Ap         |
|                                   |                       | Arne Øien (1928–1998)            | Minister van Olie en Energie              | 9 mei 1986       | 16 oktober 1989  | Ap         |
|                                   |                       | Hallvard Bakke (1943)            | Minister van Cultuur                      | 9 mei 1986       | 16 oktober 1989  | Ap         |
| Ministers zonder portefeuille     |                       |                                  |                                           |                  |                  |            |
| Ambtsbekleder                     | Ambtsbekleder         | Ambtsbekleder                    | Functie(s)                                | Ambtstermijn     | Ambtstermijn     | Partij(en) |
|                                   | Anne-Lise Bakken      | Anne-Lise Bakken (1952)          | Minister voor Administratieve Zaken       | 9 mei 1986       | 14 juni 1988     | Ap         |
| Minister voor Consumenten- beleid | Anne-Lise Bakken      | Anne-Lise Bakken (1952)          |                                           | 9 mei 1986       | 14 juni 1988     | Ap         |
|                                   |                       | Einfrid Halvorsen (1937)         | Minister voor Administratieve Zaken       | 14 juni 1988     | 29 april 1989    | Ap         |
| Minister voor Consumenten- beleid |                       | Einfrid Halvorsen (1937)         |                                           | 14 juni 1988     | 29 april 1989    | Ap         |
|                                   |                       | Oddrunn Pettersen (1937–2002)    | Minister voor Administratieve Zaken       | 29 april 1989    | 16 oktober 1989  | Ap         |
| Minister voor Consumenten- beleid |                       | Oddrunn Pettersen (1937–2002)    |                                           | 29 april 1989    | 16 oktober 1989  | Ap         |
|                                   |                       | Vesla Vetlesen (1930)            | Minister voor Ontwikkelings- samenwerking | 9 mei 1986       | 14 juni 1988     | Ap         |
|                                   |                       | Kirsti Kolle Grøndahl (1943)     | Minister voor Ontwikkelings- samenwerking | 14 juni 1988     | 16 oktober 1989  | Ap         |

Gerhardsen I ·
Gerhardsen II ·
Torp ·
Gerhardsen III ·
Lyng ·
Gerhardsen IV ·
Borten ·
Bratteli I ·
Korvald ·
Bratteli II ·
Nordli ·
Brundtland I ·
Willoch I ·
Willoch II ·
Brundtland II ·
Syse ·
Brundtland III ·
Jagland ·
Bondevik I ·
Stoltenberg I ·
Bondevik II ·
Stoltenberg II ·
Solberg ·
Støre